# Thành Đức quân tiết độ sứ
Thành Đức quân tiết độ sứ hay Hằng Dương quân tiết độ sứ, Hằng Ký tiết độ sứ, Trấn Ký tiết độ sứ (762 - 930), là một phiên trấn tồn tại dưới thời trung hậu kì nhà Đường và giai đoạn nửa đầu thời Ngũ Đại Thập Quốc trong lịch sử Trung Quốc, có trị sở đặt tại Hằng (Trấn) châu, nay thuộc Thạch Gia Trang, Hà Bắc, Trung Quốc. Ngay từ khi thành lập, vùng đất này đã cai trị bán độc lập với chính quyền trung ương nhà Đường; các đời Tiết độ sứ giữ lệ cha truyền con nối, cùng với hai trấn khác là Ngụy Bác và Lư Long gọi chung là Hà Bắc tam trấn. Trong thời gian tồn tại của mình, trấn Thành Đức nằm dưới sự cai quản của các gia tộc họ Trương (762-782), Vương (782-820), Vương (821-921), Trương (921-922); cuối cùng quy phục Hậu Đường.

## Sự cát cứ của họ Lý
Tiết độ sứ đầu tiên của Thành Đức là Lý Bảo Thần, nguyên là người dân tộc Hề. Ban đầu ông làm con nuôi của tướng Trương Sào Cao, vì thế lấy họ Trương, tên là Trung Chí. Từ năm 755, Tiết độ sứ Phạm Dương An Lộc Sơn tạo phản, xưng quốc hiệu là Yên. Trương Trung Chí theo An Lộc Sơn từ những ngày đầu khởi nghĩa, được Lộc Sơn nhận làm con nuôi. Năm 757, khi nhà Đường phản công mãnh liệt, Trương Trung Chí dâng lãnh địa của mình là Hằng châu. Không lâu sau Sử Tư Minh lại nổi lên, Trương Trung Chí một lần nữa theo về với họ Sử.
Năm 761, Sử Tư Minh bị con là Sử Triều Nghĩa giết, Trương Trung Chí không phục Sử Triều Nghĩa, liền mở đất ngôn lộ, xin nội thuộc nhà Đường. Khi Hà Sóc được bình định, Đường Đại Tông theo lời sàm tấu của Bộc Cố Hoài Ân không hỏi gì đến tội của các tướng cũ Đại Yên đã quy hàng, vẫn cho họ trấn nhậm ở những châu quận Hà Bắc, ngoài Lý Bảo Thần còn có Điền Thừa Tự ở Ngụy Bác, Lý Hoài Tiên ở Phạm Dương. Năm 762, ông được phong làm Hằng Dương tiết độ sứ, đổi tên thành Lý Bảo Thần. Năm 777, đổi Hằng Dương thành Thành Đức, vẫn cho Lý Bảo Thần làm tiết độ sứ. Lãnh địa ban đầu gồm 6 châu Hằng, Triệu, Thâm, Định, Dịch, Kí.
Lý Bảo Thần ở Hằng châu, nhanh chóng phát triển thực lực, có được bộ tốt 50.000 người, ngựa 5000 con. Ông từng bước li khai triều đình, cắt dần các mối quan hệ kinh tế - thương mại, chiêu tập người lưu vong, phát triển dần thế lực. Lại liên kết với các tiết độ sứ khác là Tiết Tung ở Chiêu Nghĩa, Điền Thừa Tự ở Ngụy Bác, Lý Chánh Kỉ ở Tri Thanh, Lương Sùng Nghĩa, hỗ trợ lẫn nhau, có ý đem đất phong truyền cho con cháu, không tuân triều chỉ, không nộp thuế cho triều đình, tự bổ dụng quan lại trong trấn.
Lý Bảo Thần về sau nảy sinh mâu thuẫn với Điền Thừa Tự. Nhân Thừa Tự gây ra chuyện tại Tương - Vệ để chiếm đất, Bảo Thần cùng Lý Chánh Kỉ cùng đem quân thảo phạt, kết quả Điền Thừa Tự thất thế buộc phải dâng đất Thương châu để giảng hòa. Sau chiến dịch này, lãnh thổ Thành Đức mở rộng tới cực đại. Hai bên lại định tấn công Chu Thao ở Lư Long song không thành công.

## Duy Nhạc bại vong
Lý Bảo Thần kết minh ước với các trấn lân cận, dự định đời đời con cháu nối chức Tiết độ sứ. Khi về già, Bảo Thần lo sợ rằng con trai mình là Lý Duy Nhạc tuổi trẻ yếu đuối, lo sợ con sẽ không thể khống chế được quân lính cấp dưới nên đã cho giết các tướng dưới quyền là Tân Trung Nghĩa, Lư Thực, Định châu thứ sử Trương Nam Dung, Triệu châu thứ sử Trương Bành Lão... tổng cộng hơn 20 người để trừ họa về sau. Duy chỉ có thứ sử Dịch châu Trương Hiếu Trung và thông gia của Bảo Thần là Vương Vũ Tuấn thoát nạn.
Mùa xuân năm 781, Lý Bảo Thần trúng độc và qua đời. Lý Duy Nhạc giấu việc không phát tang, lại làm giả biểu của cha, tâu lên triều đình cho mình kế tập, triều đình không theo. Do đó, Duy Nhạc bèn tự xưng là lưu hậu ở Thành Đức; rồi liên kết với Điền Duyệt (kế tục Điền Thừa Tự), Lương Sùng Nghĩa và Lý Chánh Kỉ cùng khởi binh chống lại nhà Đường, sử gọi là loạn tứ trấn.
Nhà Đường được tin, liền triệu tập Tiết độ sứ Lư Long Chu Thao đến tấn công Ngụy - Triệu. Liên quân hạ được Thúc Lộc, dụ hàng Trương Hiếu Trung ở Dịch châu, Khang Nhật Tri ở Triệu châu, lại đánh lấy được Định châu, tình thế nước Triệu trở nên rất nguy cấp. Giữa lúc đó, Lý Duy Nhạc lại nghi ngờ nhạc phụ Vương Vũ Tuấn, có ý giết đi. Vũ Tuấn biết chuyện nên tìm cách ra tay trước. Năm 782, nhân được Lý Duy Nhạc cử đi đánh Triệu châu, Vũ Tuấn bí mật đưa quân trở lại Hằng châu, rồi tiến vào phủ bắt giết Lý Duy Nhạc, đem Hằng châu theo về với nhà Đường. Họ Lý kết thúc vai trò của mình sau 20 năm với 2 đời chủ soái.

## Vương thị hưng khởi
Vương Vũ Tuấn tên thật là Một Nặc Hàn, người dân tộc Khiết Đan. Ông phục vụ Lý Bảo Thần nhiều năm và kết thông gia với người này. Sau khi lật đổ Lý Duy Nhạc, Vương Vũ Tuấn rất hi vọng được làm tiết độ sứ Thành Đức; song triều đình nhà Đường lại quyết định chia đất Triệu làm ba, bản thân Vũ Tuấn chỉ được hai châu Hằng, Ký với chức đô đoàn luyện quan sát sứ, do vậy ông tỏ ra rất bất mãn. Cộng thêm Chu Thao cũng muốn có Thâm châu nhưng bị nhà Đường ngăn cản, vì vậy hai người liên thủ với nhau chống Đường. Khi đó Điền Duyệt đang bị nguy khốn tại Ngụy châu, tìm cách lôi kéo hai trấn về phe mình. Do vậy Chu - Vương cùng đem quân đến cứu Điền Duyệt, chính thức ra mặt chống đối. Sau đó ông tấn công Khang Nhật Tri, chiếm được hai châu Thâm-Triệu.
Để tỏ ý li khai, vào ngày 9 tháng 12 năm 782, các trấn tạo phản cùng nhau xưng vương: Chu Thao xưng là Kì vương, Điền Duyệt là Ngụy vương, Vương Vũ Tuấn là Triệu vương, Lý Nạp (con Lý Chánh Kỉ) xưng Tề vương. Chu Thao là minh chủ, xưng cô, ba người kia xưng là quả nhân. Nơi ở xưng là điện, mệnh lệnh gọi là lệnh, quần thần dâng thư gọi là tiên, vợ phong làm vương phi, con trai trưởng là thế tử. Các châu đặt trị sở gọi là phủ, bố trí lưu thủ kiêm nguyên soái, giao quyền quân chính, còn bố trí Đông, Tây tào, giống như Môn Hạ, Trung thư tỉnh tại triều đình; tuy nhiên trong sổ sách vẫn dùng niên hiệu nhà Đường.
Tuy đã cùng xưng vương nhưng giữa lúc đó thì Chu - Vương lại nảy sinh bất hòa, do đó Vương Vũ Tuấn nảy ý trở về quy phục chính quyền trung ương. Từ cuối năm 783, quân Kinh Nguyên làm phản, tôn Chu Thử làm hoàng đế Ngụy Tần, Đường Đức Tông kinh hoàng bỏ chạy về Phụng Thiên. Tại đây, vào ngày 27 tháng 1 năm 784, Hoàng thượng theo đề xuất của Lục Chí, ban chiếu thư tự trách mình không biết nghe lời can gián, để cho gian nhân thao túng mà nghi ngờ tướng lĩnh khiến họ nổi loạn, sau đó hạ lệnh xá tội cho tất cả những người đã tạo phản trước kia, đồng thời hứa không can thiệp vào công việc nội bộ của các trấn. Vương Vũ Tuấn biết tin, liền triệu tập quân đội, tuyên bố từ bỏ vương hiệu.
Do Chu Thao không chịu thần phục và đang bao vây Ngụy châu, Vương Vũ Tuấn được triều đình tấn phong Thành Đức Lư Long lưỡng đạo tiết độ sứ để tấn công Thao, cuối cùng khiến Thao phải quy hàng. Sau chiến dịch này, Vương Vũ Tuấn còn lấy thêm được hai châu Đức, Lệ, thực lực không kém so với họ Lý trước kia.

## Vương thị trung suy
Vương Vũ Tuấn qua đời vào năm 801, con trưởng là Vương Sĩ Chân lên giữ chức Tiết độ sứ, được 8 năm thì cũng qua đời giữa lúc triều đình Trường An có dự định tiêu diệt thế lực phiên trấn. Vương Thừa Tông được ủng hộ lên nắm quyền chỉ huy. Ông sai sứ đến Trường An xin dâng đất hai châu Đức, Lệ để đổi lấy sự công nhận của triều đình, nhà vua bằng lòng. Tuy nhiên về sau Vương Thừa Tông lại nuốt lời; Đường Hiến Tông triệu tập quân đội các trấn cùng thảo phạt. Chiến dịch của nhà Đường nhanh chóng rơi vào bế tắc, đến năm 810, triều đình phải "xá tội" cho Vương Thừa Tông, không hỏi gì đến việc nạp đất.
Những năm tiếp theo, quân triều đình tiếp tục tiến hành chiến dịch tiêu diệt nhiều phiên trấn khác, mà mặt trận chính là chiến dịch tiêu diệt tiết độ sứ Chương Nghĩa Ngô Nguyên Tế. Vương Thừa Tông cùng Tiết độ sứ Bình Lư Lý Sư Đạo hỗ trợ Ngô Nguyên Tế. Vào mùa thu năm 815, do một sự hiểu lầm, chính quyền trung ương cho rằng ông chủ mưu ám sát tể tướng Đỗ Nguyên Hoành, do đó lại tiến hành thảo phạt, song do triều đình phải tập trung binh lực ở Sở nên không thể huy động lực lượng lớn đánh Triệu. Hai bên giữ thế giằng co đến cuối năm 817 khi Ngô Nguyên Tế bị tiêu diệt. Vương Thừa Tông trở nên lo sợ thế lực của triều đình, bèn quyết định đưa hai con là Vương Tri Cảm, Vương Tri Tín cùng nha tướng Thạch Tấn đến triều đình làm con tin, xin được thần phục, đồng thời dâng hai châu Đức, Lệ cho triều đình kiểm soát. Từ bấy giờ lãnh thổ Thành Đức còn lại bốn châu Trấn, Ký, Thâm, Triệu và từ đây cho đến hết thời Đường, vùng lãnh thổ này không có sự biến động gì lớn.
Lý Sư Đạo bị tiêu diệt vào năm 819. Điều này khiến Vương Thừa Tông càng trở nên lo sợ hơn rồi lâm bệnh mà qua đời (820). Tham mưu Thôi Toại tôn con thứ của Vương Sĩ Chân là Vương Thừa Nguyên làm lưu hậu. Nhưng Thừa Nguyên nhất quyết không chịu nhận và giao trả trấn lại cho triều đình. Họ Vương cai trị đất Triệu qua 38 năm, 3 đời chủ soái. Tiết độ sứ Ngụy Bác Điền Hoằng Chánh được cử đến trấn nhậm Thành Đức, bắt đầu thời kì loạn lạc mới ở Thành Đức nói riêng và Hà Bắc tam trấn nói chung.

## Đình Thấu dựng nghiệp
Điền Hoằng Chánh lại không được lòng binh sĩ đất Triệu. Đô tri binh mã sử Vương Đình Thấu thừa cơ hội khích động tướng sĩ làm loạn. Đêm ngày 29 tháng 8 năm 821 (tức ngày 28 tháng 7 năm nguyên niên Trường Khánh), Vương Đình Thấu cùng với binh sĩ dưới quyền kéo đến phủ đệ của Điền Hoằng Chánh, sau đó xông vào sát hại ông cùng với gia thuộc ở đất Triệu và thân tín, tham tá, tổng cộng hơn 300 người. Vương Đình Thấu tự xưng là lưu hậu ở Thành Đức.
Triều đình nhà Đường được tin, liền phong cho thứ sử Thâm châu Ngưu Nguyên Dực làm tiết độ sứ Thành Đức, cùng tấn công Vương Đình Thấu. Tuy nhiên Nhà Đường kể từ lúc Hiến Tông tru quần đạo, ngân khố đã cạn, kho tàng hư kiệt. Khi Mục Tông lên ngôi, ban thưởng quá nhiều khiến tiền bạc không còn bao nhiêu. Quân chư trấn tham gia đánh Triệu hơn 15 vạn, triều đình tất nhiên không thể giải quyết nổi vấn đề lương thực cho họ. Lại thêm đường vận chuyển gian truân và thường bị giặc cướp, các cánh quân đều lâm vào cảnh đói khát. Vương Đình Thấu còn liên kết với Chu Khắc Dung ở Lư Long, gây cho triều đình nhiều khó khăn. Kết quả là triều đình đành phải công nhận ngôi vị Tiết độ sứ của Vương Đình Thấu.
Vương Đình Thấu cai trị đất Triệu bằng chính sách hà khắc, thường hay tiến hành đồ sát những người chống đối và hỗ trợ các thế lực chống Đường, như Lý Đồng Tiệp ở Hoành Hải. Năm 834, ông qua đời, ngôi Tiết độ sứ được truyền cho trưởng tử Vương Nguyên Quỳ.

## Thu phục lòng dân
Vương Nguyên Quỳ trong những năm cai trị đã nhiều việc làm của phụ thân, chủ trương cai trị bằng đường lối khoan dung, giản dị; do đó lấy được lòng dân trong trấn. Những năm 843 - 844, ông cử quân hỗ trợ chính quyền trung ương tiêu diệt tướng làm phản ở Chiêu Nghĩa Lưu Chẩn, từ đó dùng sức ép buộc triều đình công nhận quyền thế tập của họ Vương tại đất Triệu.
Năm 855, Vương Nguyên Quỳ qua đời, con trưởng là Vương Thiệu Đỉnh lên thay. Năm 857, Vương Thiệu Đỉnh qua đời, do con trai trưởng là Vương Cảnh Sùng còn nhỏ tuổi nên người con thứ của Nguyên Quỳ là Vương Thiệu Ý được ủng hộ làm tiết độ sứ. Năm 866, Vương Thiệu Ý qua đời, Vương Cảnh Sùng lại được tôn lên làm Tiết độ sứ. Những năm này, chính sách cai trị của họ Vương tỏ ra rất có hiệu quả, được người dân trong trấn rất ủng hộ; thế lực của họ Vương trở nên vững chắc trong khi tại Ngụy, Yên việc thay triều đổi đại xảy ra thường xuyên.
Năm 868, Bàng Huân nổi dậy ở Từ châu nổi dậy chống lại triều đình. Cảnh Sùng sai đại tướng dẫn quân hỗ trợ vương sư, cuối cùng dẹp được Bàng Huân. Triều đình nhà Đường lúc bấy giờ ngày càng suy yếu hơn, khởi nghĩa nông dân nổ ra khắp nơi. Năm 880, nghịch tặc Hoàng Sào chiếm được kinh thành Trường An, Đường Hi Tông phải bỏ chạy về Kiếm Nam. Vương Cảnh Sùng cùng Tiết độ sứ Nghĩa Vũ Vương Xử Tồn ban hịch mộ quân thảo tặc, rồi kéo về Trường An giao tranh cùng lực lượng Hoàng Sào. Vương Cảnh Sùng cũng cử quân đi, nhưng ông không trực tiếp tham gia chỉ huy chiến dịch này. Năm 883, Vương Cảnh Sùng lâm bệnh qua đời, người con trai mới lên 10 của ông là Vương Dung kế tập chức Tiết độ sứ.

## Thời Đường mạt và Hậu Lương
Năm 885, Vương Dung cùng Tiết độ sứ Lư Long Lý Khả Cừ đã liên quân chống lại Vương Xử Tồn ở Nghĩa Vũ, song Tiết độ sứ Hà Đông Lý Khắc Dụng lại đưa quân đến cứu, chiến dịch của hai nước Triệu - Yên thất bại. Tiếp đó năm 891, Lý Khắc Dụng tấn công Thành Đức, nhưng bị liên quân Triệu - Yên đẩy lui. Năm 892, liên quân tổ chức phản công, Vương Dung cùng Tiết độ sứ Lư Long Lý Khuông Uy tấn công Nghiêu Sơn của Tấn. Thái Nguyên (chỉ Lý Khắc Dụng) cử Lý Tự Huân ra chống, đẩy lui liên quân. Mùa xuân năm 893, Thái Nguyện xua quân tiến công Trấn châu, Vương Dung lại liên minh Lý Khuông Uy đẩy lui quân Tấn. Tấn - Triệu về sau nhiều lần xảy ra chiến tranh.
Về sau Lý Khuông Uy bị Lý Khuông Trù nổi lên chống lại phải đến nương nhờ Triệu. Tuy được Vương Dung tiếp đãi nồng hậu song Khuông Uy lại có ý đồ đoạt lấy Thành Đức. Nhân một dịp Vương Dung đến phủ của mình, Lý Khuông Uy đã bắt giữ ông và đưa về thủ phủ để thực hiện nghi thức bàn giao. Binh lính của Vương Dung nhanh chóng đến giải cứu ông và giết chết Lý Khuông Uy. Sau đó, Thái Nguyên bị nghĩa tử Lý Tồn Hiếu phản bội, Vương Dung quyết định lại liên minh với Thái Nguyên để chống Tồn Hiếu.
Do Vương Dung liên minh với Thái Nguyên, nên Tiết độ sứ Tuyên Vũ Chu Toàn Trung (về sau thoán ngôi, tức là Hậu Lương) quyết định tiến công Trấn châu (900). Vương Dung đành phải quy phục Lương.
Năm 907, Chu Toàn Trung thoán ngôi, Vương Dung công nhận Toàn Trung là thiên tử, triều Lương đổi Thành Đức thành Vũ Thuận phong cho ông tước hiệu Triệu vương. Năm 910, Chu Toàn Trung sai tướng đến giả tiếng giúp đỡ, thực chất là tiến công Triệu. Quân Lương nhanh chóng chiếm được hai châu Thâm, Ký, uy hiếp mạnh mẽ đến Trấn châu. Vương Dung buộc phải cầu cứu Tấn vương Lý Tồn Úc (con Lý Khắc Dụng). Sau khi tái chiếm lại hai châu, Vương Dung tuyên bố li khai Hậu Lương mà theo Tấn, dùng niên hiệu của nhà Đường; từ bỏ tên trấn Vũ Thuận, đổi lại là Thành Đức.
Năm 913, Vương Dung sai con nuôi là Trương Văn Lễ đến hỗ trợ Lý Tồn Úc tấn công cha con Lưu Nhân Cung - Lưu Thủ Quang ở U châu, kết quả toàn bộ đất Yên rơi vào tay Tấn.

## Theo về Hậu Đường
Thời gian trôi qua, Vương Dung giành được lòng trung thành của người dân Triệu, và ông sống một cách xa hoa, xây dựng nhiều trang viên để tiêu khiển, không thiết gì đến chánh sự cả. Ông trọng dụng hoạn quan và ngoại thích, ước muốn được trường sinh bất tử. Từ năm 920, ông giao việc nước cho trưởng tử Vương Chiêu Tộ. Con nuôi của Vương Dung là Trương Văn Lễ từ lâu có dã tâm phản nghịch, tìm cách khích động quân sĩ trong trấn vốn bất mãn với Vương Dung. Vào một đêm mùa xuân năm 921, Trương Văn Lễ cùng binh sĩ tiến vào quân phủ giữa lúc Vương Dung đang cúng tế. Hai binh sĩ xông vào lấy thủ cấp của ông. Trương Văn Lễ diệt tộc họ Vương, rồi tự xưng là Tiết độ sứ. Họ Vương cai trị đất Triệu vừa tròn 100 năm, qua 6 đời chủ soái.
Được tin Trương Văn Lễ bội nghịch giết cha, Hậu Đường Trang Tông Lý Tồn Úc quyết định đem quân thảo phạt. Ngày 11 tháng 9 năm 921, Lý Tồn Úc bổ nhiệm Phù Tập làm Thành Đức lưu hậu, cùng Diêm Bảo và Sử Kiến Đường tấn công Trấn châu. Trương Văn Lễ chết vì lo sợ, con là Trương Xử Cẩn lên thay. Ngày 22 tháng 10 năm 922, quân Tấn tiến vào Trấn châu, giết Trương Xử Cẩn và nắm quyền cai quản Thành Đức. Từ đó đất Triệu lại lệ thuộc Hậu Đường. Về sau Tư trị thông giám còn đề cập đến các đời tiết độ sứ tại Thành Đức đến năm 930 (xem phần dưới).

## Các đời Tiết độ sứ
- Lý Bảo Thần (762 - 781)
- Lý Duy Nhạc (781 - 782)
- Trương Hiếu Trung (781-782)[24]
- Vương Vũ Tuấn (784-801)
- Vương Sĩ Chân (801-809)
- Vương Thừa Tông (809-820)
- Điền Hoằng Chánh (820-821)
- Vương Đình Thấu (821-834)
- Vương Nguyên Quỳ (834-855)
- Vương Thiệu Đỉnh (855-857)
- Vương Thiệu Ý (857-866)
- Vương Cảnh Sùng (866-883)
- Vương Dung (883-921)
- Trương Văn Lễ (921)
- Trương Xử Cẩn (921-922)
- Lý Tồn Úc (922-923)
- Quách Sùng Thao (923-925)
- Lý Tự Nguyên (925-926)
- Vương Kiến Lập (926-928)[25]
- Phạm Diên Quang (928-930)